# 2019—2020年澳洲地區熱帶氣旋季
2019－20年澳洲地區熱帶氣旋季，泛指在2019年7月至2020年6月內的任何時間在澳洲所產生的熱帶氣旋。大部份於澳洲地區的熱帶氣旋通常都會於11月至4月期間形成。
本條目的範圍僅侷限於赤道以南，東經90度-160度以內的澳洲地區水域。這範圍包括了澳大利亞、巴布亞新幾內亞、所羅門群島的西部地區、東帝汶和印度尼西亞的南部地區。在澳洲地區產生的熱帶氣旋是由澳洲、印尼和巴布亞新畿內亞命名，而美國聯合颱風警報中心會把在該地區的熱帶低氣壓的編號以S或P字母作結。
以下各熱帶氣旋資訊以熱帶氣旋存在期間的最強形態為準。

## 已被國際命名的熱帶氣旋

### 熱帶氣旋布萊克（Blake）
1月3日，一個低壓在爪哇島南方形成，美國海軍研究實驗室給予擾動編號91S。下午2時，澳大利亞國家氣象局將其升格為熱帶低氣壓，給予編號02U。
1月4日凌晨2時，聯合颱風警報中心給予發展評級「低」；上午11時，聯合颱風警報中心將評級提升為「中」。
1月5日上午11時，聯合颱風警報中心將評級提升為「高」，並發布熱帶氣旋形成警報。
1月6日凌晨4時，聯合颱風警報中心將其升格為熱帶風暴，給予熱帶氣旋編號06S。上午9時，澳大利亞國家氣象局將其升格為一級熱帶氣旋，並命名為布萊克（Blake）。
1月8日上午5時，澳大利亞國家氣象局將其降格為熱帶低氣壓。上午10時，聯合颱風警報中心對其發布最後警報。下午2時，澳大利亞國家氣象局對其停止編號。
聯合颱風警報中心在2021年9月15日發布的最佳路徑中，將其上調至55節（每小時100公里）。

### 強烈熱帶氣旋克勞迪亞（Claudia）
1月5日，一個熱帶低氣壓於班達海東南部生成，美國海軍研究實驗室給予擾動編號92S。預計在接下來的三天中，將緩慢進入北阿拉弗拉海。下午5時，聯合颱風警報中心將該系統的發展評級評為「低」。
1月6日下午4時，聯合颱風警報中心將評級提升為「中」。
1月8日凌晨4時，澳大利亞國家氣象局將其升格為熱帶低氣壓，給予編號03U。下午2時，聯合颱風警報中心將評級提升為「高」，並發布熱帶氣旋形成警報。
隨著該系統登陸於戈夫半島，聯合颱風警報中心在1月9日下午2時取消熱帶氣旋形成警報，並將發展評級降格為「中」。隔日，隨著該系統即將出海至環境優良之海域，聯合颱風警報中心在該日11時將評級再度提升為「高」，並再次對其發布熱帶氣旋形成警報。晚間8時，聯合颱風警報中心將其升格為熱帶風暴，給予熱帶氣旋編號07S，晚間11時，澳大利亞國家氣象局將其升格為一級熱帶氣旋，並命名為克勞迪亞(Claudia)。
1月12日上午8時，澳大利亞國家氣象局將其升格為二級熱帶氣旋。下午11時，聯合颱風警報中心將其升格為一級熱帶氣旋。13日凌晨3時，澳大利亞國家氣象局將其升格為三級強烈熱帶氣旋。隔日上午5時，聯合颱風警報中心將其升格為二級熱帶氣旋。6小時後，聯合颱風警報中心將其降格為一級熱帶氣旋，並撤銷上午8時之升格。晚間8時，澳大利亞國家氣象局將其降格為二級熱帶氣旋。15日上午5時，聯合颱風警報中心將其降格為熱帶風暴。上午9時，澳大利亞國家氣象局將其降格為一級熱帶氣旋。16日凌晨2時半，澳大利亞國家氣象局將其降格為殘留低氣壓；上午5時，聯合颱風警報中心將其降格為熱帶低氣壓，並對該系統發布最後警告。
聯合颱風警報中心在2021年9月15日發布的最佳路徑中，將其上調至85節（每小時155公里）。

### 強烈熱帶氣旋達敏（Damien）
2月3日，一個低壓在澳洲北領地的維多利亞戴利陸地上形成，澳大利亞國家氣象局將其評為熱帶低氣壓，給予編號05U。不久後，美國海軍研究實驗室給予擾動編號92S。
2月5日上午11時30分，聯合颱風警報中心將其評級提升為「高」，並對其發布熱帶氣旋形成警報。
2月6日上午11時，聯合颱風警報中心率先將該系統升格為熱帶風暴，給予熱帶氣旋編號14S。下午2時，澳大利亞國家氣象局將其升格為一級熱帶氣旋，並命名為達敏（Damien）。
2月7日上午5時，澳大利亞國家氣象局將其升格為二級熱帶氣旋。上午11時，澳大利亞國家氣象局將其升格為三級強烈熱帶氣旋。下午2時，聯合颱風警報中心將其升格為一級熱帶氣旋。
2月8日凌晨2時，聯合颱風警報中心將其升格為二級熱帶氣旋。

### 熱帶氣旋埃斯特（Esther）
2月21日，一個低壓在卡奔塔利亞灣形成，澳大利亞國家氣象局將其評為熱帶低氣壓，給予編號07U。不久後，美國海軍研究實驗室給予擾動編號99P。
2月22日上午11時半，聯合颱風警報中心將其評級提升為「高」，並對其發布熱帶氣旋形成警報。
23日晚間9時，聯合颱風警報中心將其升格為熱帶風暴，給予熱帶氣旋編號19P。24日凌晨2時半，澳大利亞國家氣象局將其升格為一級熱帶氣旋，並命名為埃斯特（Esther）。下午5時半，澳大利亞國家氣象局將其降格為後熱帶氣旋。晚間8時，聯合颱風警報中心將其降格為熱帶低氣壓。

### 強烈熱帶氣旋费迪南德（Ferdinand）
2月22日，一個低壓在澳洲西北方海面形成，美國海軍研究實驗室給予擾動編號90S。
2月23日上午8時，澳大利亞國家氣象局將其評為熱帶低氣壓，給予編號08U。下午2時，聯合颱風警報中心將其評級提升為「高」，並對其發布熱帶氣旋形成警報。
24日凌晨3時半，聯合颱風警報中心將其升格為熱帶風暴，給予熱帶氣旋編號20S。上午9時，澳大利亞國家氣象局將其升格為一級熱帶氣旋，並命名為費迪南德（Ferdinand）。
25日上午8時17分，澳大利亞國家氣象局將其升格為三級強烈熱帶氣旋；上午8時40分，聯合颱風警報中心將其升格為一級熱帶氣旋。下午3時，聯合颱風警報中心將其升格為二級熱帶氣旋。
聯合颱風警報中心在2021年9月15日發布的最佳路徑中，將其上調至100節（每小時185公里）。

### 熱帶氣旋格雷特（Gretel）
3月9日，美國海軍研究實驗室將位在卡奔塔利亞灣的低壓變為熱帶擾動95S，過沒幾個小時，美國海軍研究實驗室重新將其編為96P。
3月10日，澳大利亞國家氣象局將其評為熱帶低氣壓，給予編號10U
3月14日凌晨2時，聯合颱風警報中心判定其為一季風低壓，風速為35節(每小時65公里)。晚間11時半，澳大利亞國家氣象局將其升格為一級熱帶氣旋，並命名為格雷特（Gretel）。
3月15日凌晨2時，聯合颱風警報中心判定其已轉為熱帶風暴，給予熱帶氣旋編號23P。

### 熱帶氣旋哈羅德（Harold）
2020年3月末，在巴布亞新幾內亞附近的季風槽內發展出了三個擾動，分別為熱帶擾動98P、熱帶擾動90P跟熱帶擾動92P，而這三個擾動中的熱帶擾動90P在併吞了位於西北太平洋的熱帶擾動93W並開始有所發展。4月1日，系統逐漸開始併吞位於巴布亞新幾內亞近海且更早編號的熱帶擾動98P，完全併吞兩個擾動後，熱帶擾動90P便開始整合。
2日中午12時，澳大利亞國家氣象局將其升格為熱帶低氣壓並給予編號12U，而同時，12U的微波雲圖已經出現雲捲風眼的徵兆，下午2時，聯合颱風警報中心對其發布熱帶氣旋形成警報，而就在不久後，澳大利亞國家氣象局將其升格為一級熱帶氣旋，並命名為哈羅德（Harold）。
3日凌晨2時，聯合颱風警報中心將其升格為熱帶風暴，給予熱帶氣旋編號25P。上午8時，哈羅德跨越東經160度進入南太平洋海域，因此澳大利亞國家氣象局對其發布最後報告，並表示下一報開始將改由斐濟氣象局接續發報。

### 熱帶氣旋芒果（Mangga）
5月18日，一個低壓在蘇門答臘島以西形成，美國海軍研究實驗室給予熱帶擾動編號98S。凌晨2時，聯合颱風警報中心給予發展評級「低」。
5月20日凌晨2時，聯合颱風警報中心把評級升為「中」。上午10時，聯合颱風警報中心對其發布熱帶氣旋形成警報。晚間，澳大利亞國家氣象局將其升格為熱帶性低氣壓。
5月21日凌晨2時，聯合颱風警報中心將其升格為熱帶低氣壓，給予熱帶氣旋編號27S。中午12時，澳大利亞國家氣象局將其升格為熱帶低氣壓並給予編號17U。晚間10時，澳大利亞國家氣象局將其升格為一級熱帶氣旋，並命名為芒果（Mangga）。
聯合颱風警報中心在2021年9月15日發布的最佳路徑中，將其上調至40節（每小時75公里）。

## 未被國際命名的熱帶氣旋

### 熱帶低氣壓04U
1月24日，一個低壓在澳洲北領地的克雷斯威爾當斯陸地上形成，澳大利亞國家氣象局將其評為弱熱帶低氣壓。
1月27日凌晨2時，美國海軍研究實驗室給予擾動編號98P。下午5時，聯合颱風警報中心給予發展評級「低」。 隨著該系統出海至卡奔塔利亞灣，聯合颱風警報中心於隔日上午10時將評級提升為「中」；但隨著該系統再次登陸，聯合颱風警報中心於4小時後取消所有發展評級。

### 熱帶低氣壓
1月31日，澳大利亞國家氣象局的報告中表示一個弱低壓在南蘇門答臘省東南方海面上形成，並預報此系統不會有太大發展。
2月4日，澳大利亞國家氣象局判定此系統已經消散。

### 熱帶低氣壓尤西（Uesi）
2月3日，澳大利亞國家氣象局的報告中顯示有個弱低壓在霍尼亞拉南南西方形成，並研判短時間內不會有明顯發展。不久後，美國海軍研究實驗室將其編為熱帶擾動，給予編號91P。2月5日，澳大利亞國家氣象局判定系統已經離開其責任區。
2月12日下午1時，澳大利亞國家氣象局再次針對位於南太平洋的尤西（Uesi）發出路徑報告，當時將其評為二級熱帶氣旋，風速為60節(每小時110公里)，沿用南太平洋名字「尤西」（Uesi）。下午2時，聯合颱風警報中心判定其為一級熱帶氣旋，風速為65節(每小時120公里)。
2月13日上午8時，澳大利亞國家氣象局判斷其已經轉化為殘留低氣壓。不久後，聯合颱風警報中心判定其已經轉化為副熱帶風暴。

### 熱帶低氣壓
2月6日晚間，澳大利亞國家氣象局的報告中顯示有個弱低壓在澳大利亞西部邊界、科科斯群島以西約200公里處的低壓槽內形成。系統在接下來的幾天裡滯留在同一區域且沒有發展，該系統也在2月8日晚間減弱消散。
2月13日上午，澳大利亞國家氣象局的報告中表示一個弱低壓在東經90度以東海面上形成，並預報此系統短時間內將會離開責任區。同日下午，澳大利亞國家氣象局判定其已離開責任範圍。

### 熱帶低氣壓09U
聯合颱風警報中心在2021年9月15日發布的最佳路徑中，將其上調至45節（每小時85公里）。

## 氣旋季影響
以下表格顯示了2019－2020年澳洲地區熱帶氣旋季的所有熱帶氣旋以及它們的登陸資料。在括號內的死亡人數屬於非直接，但仍與風暴有關的死亡。所有破壞及死亡數字都包括風暴在擾動及溫帶氣旋階段時的資料。
| 風暴名稱     | 持續日期                       | 最高強度         | 持續風速      | 氣壓         | 影響地區                                                                           | 損失 （美元） | 死亡人數 | 來源 |
| ------------ | ------------------------------ | ---------------- | ------------- | ------------ | ---------------------------------------------------------------------------------- | ------------- | -------- | ---- |
| 布萊克       | 1月3日－1月8日                 | 一級熱帶氣旋     | 每小時75公里  | 986百帕斯卡  | 西澳州                                                                             | 輕微損失      | 0        |      |
| 克勞迪亞     | 1月5日－1月16日                | 三級強烈熱帶氣旋 | 每小時140公里 | 969百帕斯卡  | 印度尼西亞東部、北領地、金伯利                                                     | 無            | 0        |      |
| 熱帶低氣壓   | 1月24日－1月28日               | 熱帶低氣壓       | 風力不詳      | 1000百帕斯卡 | 北領地、昆士蘭                                                                     | 無            | 0        |      |
| 熱帶低氣壓   | 1月31日－2月4日                | 熱帶低氣壓       | 風力不詳      | 1007百帕斯卡 | 科科斯群島、聖誕島                                                                 | 無            | 0        |      |
| 達敏         | 2月3日－2月10日                | 三級強烈熱帶氣旋 | 每小時150公里 | 955百帕斯卡  | 北領地、西澳州                                                                     | 中等損失      | 0        |      |
| 尤西         | 2月12日(進入澳洲海域)－2月14日 | 熱帶低氣壓       | 每小時95公里  | 977百帕斯卡  | 所羅門群島、瓦努阿圖、新喀里多尼亞、豪勳爵島、昆士蘭州東南部、新南威爾斯州、新西蘭 | 輕微損失      | 1        |      |
| 熱帶低氣壓   | 2月6日－2月8日                 | 熱帶低氣壓       | 風力不詳      | 1007百帕斯卡 | 科科斯群島                                                                         | 無            | 0        |      |
| 熱帶低氣壓   | 2月13日                        | 熱帶低氣壓       | 風力不詳      | 1009百帕斯卡 | 無                                                                                 | 無            | 0        |      |
| 08F          | 2月15日－2月17日               | 熱帶低氣壓       | 風力不詳      | 1002百帕斯卡 | 所羅門群島                                                                         | 無            | 0        |      |
| 埃斯特       | 2月21日－3月5日                | 一級熱帶氣旋     | 每小時75公里  | 988百帕斯卡  | 澳洲                                                                               | 無            | 0        |      |
| 费迪南德     | 2月23日－3月4日                | 三級強烈熱帶氣旋 | 每小時155公里 | 960百帕斯卡  | 小巽他群島                                                                         | 無            | 0        |      |
| 09U          | 3月9日－3月13日                | 熱帶低氣壓       | 每小時75公里  | 997百帕斯卡  | 爪哇島、峇里島、西努沙登加拉省、皮爾布拉                                           | 無            | 0        |      |
| 格雷特       | 3月10日－3月15日(離開澳洲海域) | 一級熱帶氣旋     | 每小時85公里  | 988百帕斯卡  | 北領地最北端、新幾內亞、約克角半島                                                 | 無            | 0        |      |
| 11U          | 3月29日－4月2日                | 熱帶低氣壓       | 風力不詳      | 1005百帕斯卡 | 新幾內亞、約克角半島                                                               | 無            | 0        |      |
| 哈羅德       | 4月1日－4月3日(離開澳洲海域    | 一級熱帶氣旋     | 每小時65公里  | 997百帕斯卡  | 巴布亞新幾內亞、所羅門群島                                                         | 未知          | 27       |      |
| 杰魯托       | 4月10日－4月13日(離開澳洲海域) | 熱帶低氣壓       | 每小時55公里  | 1006百帕斯卡 | 科科斯群島                                                                         | 無            | 0        |      |
| 熱帶低氣壓   | 5月3日－5月10日                | 熱帶低氣壓       | 每小時55公里  | 1004百帕斯卡 | 印尼西部、聖誕島、科科斯群島                                                       | 無            | 0        |      |
| 芒果         | 5月19日－5月26日               | 一級熱帶氣旋     | 每小時65公里  | 998百帕斯卡  | 明打威群島、蘇門答臘、科科斯群島、聖誕島                                           | 無            | 0        |      |
| 季節總結     |                                |                  |               |              |                                                                                    |               |          |      |
| 18個熱帶氣旋 | 2020年1月3日－2020年5月26日    |                  | 每小時155公里 | 955百帕斯卡  |                                                                                    | 未知          | 1        |      |

## 風暴名稱

### 雅加达热带气旋警告中心
如果一個熱帶氣旋在南緯0-10度和東經90-125度之間形成，雅加达热带气旋警告中心就會使用下列列表中的名字為它命名。
| Mangga          | Seroja         | Teratai（未用）   | Anggrek（未用） | Bakung（未用） |
| Cempaka（未用） | Dahlia（未用） | Flamboyan（未用） | Kenanga（未用） | Lili（未用）   |

### 莫爾茲比港熱帶氣旋警告中心
如果一個熱帶氣旋在南緯0-約10度和東經約141-約160度之間形成，在巴布亞新幾內亞的莫爾茲比港熱帶氣旋警告中心就會為它命名。在此區形成的熱帶氣旋比較罕見，在2007年氣旋季後此區一直沒有熱帶氣旋形成。此區的熱帶氣旋名字會在下列列表中隨機使用。
| Alu（未用）  | Buri（未用） | Dodo（未用） | Emau（未用） | Fere（未用）  |
| Hibu（未用） | Ila（未用）  | Kama（未用） | Lobu（未用） | Maila（未用） |

### 澳大利亞國家氣象局
由2008–09年氣旋季開始，澳大利亞國家氣象局只會使用一個列表的名字為熱帶氣旋命名。但澳大利亞國家氣象局仍在珀斯、達爾文和布里斯本設熱帶氣旋警告中心。並監控在澳大利亞地區的熱帶氣旋和為在雅加達熱帶氣旋警告中心和莫爾茲比港熱帶氣旋警告中心地區形成的熱帶氣旋發出特別警告。橙色字體為下一個將會使用的名字。
| Blake  | Claudia        | Damien         | Esther       | Ferdinand     | Gretel         |
| Harold | Imogen（未用） | Joshua（未用） | Kimi（未用） | Lucas（未用） | Marian（未用） |

註：
- 尤西（Uesi）為南太平洋進入本洋區的氣旋。

## 外部連結
- 澳大利亞國家氣象局（页面存档备份，存于）
- 聯合颱風警報中心（页面存档备份，存于）
- 雅加达热带气旋警告中心（页面存档备份，存于）
- 莫爾茲比港熱帶氣旋警告中心（页面存档备份，存于）